# سیه‌رخ گابن
سیه‌رخ گابن (نام علمی: Batis minima) نام یک گونه از سرده سیه‌رخ‌ها است.